# معبد الزيان
معبد الزيان أو معبد قصر الزيان من المعابد الأثرية في مصر، يقع في قصر الغويطة علي بعد 25 كيلومترات من جنوب مدينة الخارجة في محافظة الوادي الجديد. بُني في العصر البطلمي، حيث كان الناس يعبدون فيه آمون. وهو الآن معلم سياحي، يتوافد عليه السياح من مختلف الجنسيات.

## العصر البطلمي
بني المعبد في العصر البطلمي، وعبد الناس فيه آمون، وتظهر علي جدران المعبد نقوشًا تحكي طقوس الملك أثناء تقديمه تمثال ماعت لآمون.

## إهمال
غطت الأتربة المعبد من كل جانب بفعل الرياح والعواصف الرملية بسبب الأهمال، وقد انهارت الممرات والسراديب من العصر البطلمي إثر ذلك.